# Hemirhopalum rufipenne
Hemirhopalum rufipenne is een keversoort uit de familie spektorren (Dermestidae). De wetenschappelijke naam van de soort werd in 1916 gepubliceerd door Maurice Pic.